# Dobry Brat
Dobry Brat – nieoficjalny przysiółek wsi Osiek w Polsce, położony w województwie pomorskim, w powiecie starogardzkim, w gminie Osiek.
Miejscowość leży w kompleksie leśnym Borów Tucholskich i nad północnym brzegiem jeziora Kałębie.
W latach 1975–1998 miejscowość położona była w województwie gdańskim.
Dominantą przysiółka jest Ośrodek Wypoczynkowo-Rehabilitacyjny o tej samej nazwie.